# Centro commemorativo del genocidio di Bisesero
Il Centro commemorativo del genocidio di Bisesero si trova sulle colline di Bisesero, a est di Kibuye, nella parte occidentale del Ruanda, e commemora il genocidio ruandese del 1994.
Il sito, di difficile accesso e ritenuto inespugnabile durante i massacri che precedettero il genocidio del 1994, accolse molti tutsi che si rifugiarono sulle alture per sfuggire alla morte.
Vi sono sepolti i resti delle vittime della zona, circa 40 000 persone.

## Posizione
A differenza della maggior parte dei siti commemorativi del genocidio, il sito di Bisesero non si trova in un'area urbana né ospita un edificio religioso. Reputato di difficile accesso perché situato in un'area collinare, è il luogo della lotta e della più feroce resistenza dei tutsi contro i loro aggressori.
Bisesero designa due settori amministrativi nel distretto di Karongi: è un nome generico che evoca tutte le colline della regione e simboleggia un luogo i cui abitanti, i Basesero, conservano una tradizione di resistenza ai massacri dei Tutsi. Questa reputazione fu confermata nel 1994, quando molti tutsi fuggirono dai massacri della parrocchia di Mubuga (15 aprile), dell'ospedale avventista di Mugonero-Ngoma (16 aprile), della chiesa di Kibuye (17 aprile), dello stadio Gatwaro (18 aprile), sul monte Karongi (26 aprile) e sulla collina Kizenga (28 aprile) si rifugiarono a Bisesero.
Il sito commemora il genocidio ruandese del 1994. Questo memoriale è uno dei principali luoghi commemorativi nazionali del genocidio ruandese. Alcuni altri sono il Centro commemorativo del genocidio di Murambi, il Memoriale del genocidio di Kigali, il Memoriale del genocidio di Nyamata e il Memoriale di Nyarubuye. In Ruanda se ne contano più di 250 registrati. Questo insieme a quelli di Nyamata, Murambi e Kigali è stato iscritto nel 2023 nella lista dei patrimoni dell'umanità dell'UNESCO come parte della serie Siti memoriali del genocidio.

## Storia

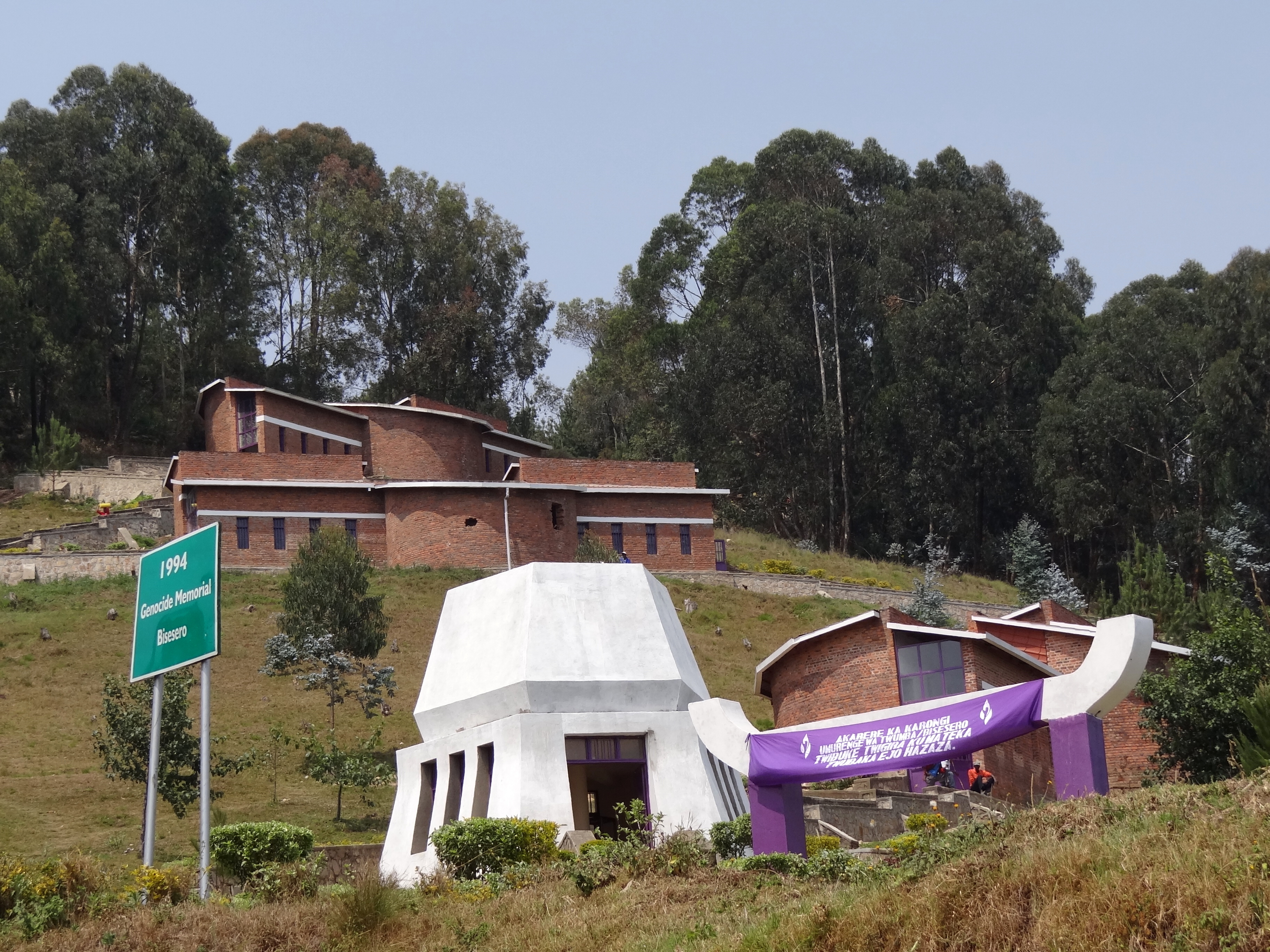
Il centro commemorativo

Il Genocidio del Ruanda ebbe inizio nell’aprile del 1994.
Molti tutsi si rifugiarono sulle alture delle colline di Bisesero. Il luogo aveva già la fama di essere difficile da raggiungere e di essere il luogo dove gli autori dei massacri precedenti non erano mai riusciti a vincere la resistenza dei tutsi in fuga dalle uccisioni.
Insolitamente queste persone hanno opposto resistenza per difendersi e hanno fatto appello alle truppe francesi di mantenimento della pace, chiedendo assistenza. Le truppe non avevano il mandato di intervenire e si ritirarono dalla carneficina. Sulle colline di Bisesero si organizzarono e divennero celebri combattenti della resistenza come Aminadabu Birara. 40 000 ruandesi morirono intorno a Bisesero.
La maggior parte dei resti delle vittime furono sepolti, ma rimasero sparsi nell'area del memoriale alcuni vestiti e documenti d'identità. Le carte d'identità erano l'unico mezzo per identificare le persone come Tutsi, Hutu o Twa.